# گام‌های گمشده
گام‌های گمشده (پژوهشی در مبانی و مفاهیم موسیقی ایرانی) عنوان کتابی از موسیقی‌دان ایرانی مرتضی حنانه است. این کتاب برای نخستین بار در سال ۱۳۶۷ توسط انتشارات سروش به چاپ رسید. کتاب گام‌های گمشده در هفتمین دورهٔ جایزهٔ کتاب سال به عنوان کتاب شایستهٔ تقدیر برگزیده شد.

## نویسنده
مرتضی حنانه (زادهٔ ۱۳۰۱ – درگذشتهٔ ۱۳۶۸) موسیقی‌دان و آهنگساز ایرانی بود. او پس از پایان دورهٔ ابتدایی، در هنرستان موسیقی ملی به تحصیل مشغول شد و آموختن ساز هورن را زیر نظر «رودولف اوربانتس» آغاز نمود. وی بعدها به عنوان نوازنده هورن اول با ارکستر سمفونیک تهران همکاری نمود. او در سال ۱۳۳۲ به ایتالیا سفر کرد و در مرکز عالی موسیقی واتیکان به تحصیل پرداخت و در خصوص موسیقی مذهبی مقدّس ایتالیا پژوهش نمود. مرتضی حنانه در سال ۱۳۴۰ به ایران بازگشت و از آن پس در ایران به عنوان پرکارترین موسیقی‌دان پیشرو به‌شمار رفت. او در سال ۱۳۴۱ توانست ارکستر بزرگ تازه‌ای را به نام «فارابی» بنیاد کند و آفریده‌های خود و دیگران را به اجراء درآورد. ارکستر فارابی در طول ۷ سال زندگی خود، نزدیک به ۸۰ قطعه از آفریده‌های آهنگ‌سازان ایرانی را به پای اجراء و ضبط در رادیو رسانید. وی در سال‌های ۱۳۴۸ و ۱۳۴۹، سرپرستی و اجرای سلسله برنامه‌های آموزشی موسیقی ایرانی در تلویزیون را تحت عنوان «شناسایی موسیقی اصیل ایرانی» به همراه فرهنگ شریف، مرتضی نی داوود و حسین قوامی به عهده گرفت. او در سال ۱۳۴۵ از طرف رادیوی ایران و بنا به دعوت یونسکو به «تریبون انترناسیونال آهنگسازان رادیو و تلویزیون» اعزام شد و در آنجا قطعاتی از «ارتوریو» اثر خود را اجراء کرد که از رادیوی ایرلند و سوئیس پخش شد. پس از افتتاح سازمان «رادیو تلویزیون ملی ایران» حنانه در سمت مشاور سرپرستی اقدام به تأسیس کلاس‌هایی برای تعلیم فنّی خوانندگان نمود و ارکستر سازهای ایرانی را تشکیل داد. او همچنین برای فیلم‌هایی نظیر: «فرار از تله»، «گُرگ بیزار»، «قصّه ماهان»، «سلام سرزمین من»، «موج»، «گلیم» و «تیرباران» و سریال تلویزیونی «هزاردستان» موسیقی نوشت. از جمله آثار موسیقی مرتضی حنانه می‌توان به: کاپریس، دعا، صبر و ظفر، در بزرگداشت فردوسی، لالایی، مهرگان، اوراتوریوی بزرگ La Persia یا ایران اشاره نمود. همچنین کتاب‌های گام‌های گمشده، دروازه‌های متروک، تئوری هارمونی زوج، مقاصد الالحان (عبدالقادر مراغه‌ای)، ترجمهٔ کتاب ارکستراسیون (نوشته شارل کوکلن درپنج جلد) و ترجمهٔ کتاب چگونه ملودی بسازیم (اثر جولیو باس) از آثار مکتوب او به‌شمار می‌آیند. مرتضی حنانه در ۲۴ مهر ۱۳۶۸ درگذشت و پیکر او در امامزاده طاهر (کرج) به خاک سپرده شد.

## دیباچه
مرتضی حنانه در بخشی از دیباچه کتاب گام‌های گمشده چنین نگاشته‌است:
«چندی است که دربارهٔ موسیقی ایران فعالیت‌های تحقیقاتی آغاز گشته‌است. محققان همگی یا موسیقی‌دانند، یا موسیقی‌شناس و نتیجه تحقیقاتشان گاه گاه به صورت کتاب‌هایی کم و بیش مفید منتشر می‌شود. همراه آنان عده‌ای می‌کوشند که موسیقی ایرانی را از راه درک تحقیقات کتابی، یا به اعتبار تجربیات طولانی خود در سطحی علمی‌تر از آنچه تاکنون بوده‌است عرضه کنند…» در ادامه آمده‌است: «در این رساله کوشش شده‌است تا آنچه که از موسیقی ایرانی در دسترس است گرفته شود و با کمک معانی و مفاهیم لغات و کلمات و اصطلاحات متداول، به چگونگی این موسیقی پی برده شود…»

## محتوا و عنوان‌ها
کتاب گام‌های گمشده شامل: یک «دیباچه» با شرح «تفحص و تعمقی بر آنچه تا امروز از موسیقی ایران به جای مانده‌است» و عنوان‌های زیر است:
- اصطلاحات متداول و متروک در موسیقی ایران
- دستگاه‌های موسیقی ایران
- ارتباط دستگاه شور با چهار مقام منتسب به آن
- گوشه‌های موسیقی ایرانی
- ارتباط بین دستگاه‌ها
- گام کنونی موسیقی ایران
- کوششی در جستجوی گام راست
- تار ساز ملی ایران امروز
- سیر تاریخی گام شور
- تئوری موسیقی یونان
- تئوری موسیقی قرون وسطای رُم
- کوششی در جستجوی دوبل گام موسیقی مشرق زمین
- دستگاه همایون و مقام اصفهان